# Reichenowspecht
Der Reichenowspecht (Campethera scriptoricauda) ist eine Vogelart aus der Familie der Spechte (Picidae). Das relativ kleine Verbreitungsgebiet der Art umfasst einen Teil Ostafrikas vom Osten und Süden Tansanias bis in das mittlere Mosambik. Der Reichenowspecht bewohnt offene oder halboffene baumbestandene Habitate wie offenes Waldland, Savanne und Dornbuschsavanne. Die Nahrung besteht vorwiegend aus Ameisen und deren Larven.
Der Artstatus des Reichenowspechts ist umstritten. Er wird von BirdLife International seit 1993 nur noch als Unterart des Bennettspechts (C. bennettii) geführt und daher keiner Gefährdungskategorie zugeordnet. Im Jahr 1988, der letzten Listung mit der Anerkennung als Art, wurde er von BirdLife International als ungefährdet („least concern“) eingestuft.

## Beschreibung
Reichenowspechte sind kleine Spechte mit mittellangem Schnabel. Der Schnabelfirst ist leicht nach unten gebogen. Die Körperlänge beträgt etwa 22 cm, sie sind damit etwa so groß wie ein Mittelspecht. Angaben zum Gewicht liegen nicht vor. Die Art ähnelt insgesamt sehr der Nominatform des Bennettspechtes und zeigt wie dieser bezüglich der Färbung einen deutlichen Geschlechtsdimorphismus.
Beim Männchen sind die Oberseite einschließlich Bürzel und Oberflügeldecken sowie die Unterflügeldecken auf grünlich beigebraunem Grund gelb und weiß gebändert. Die Schwingen sind braun mit grünlich gesäumten Außenfahnen und gelblich weißen Binden auf den Innenfahnen. Die Schwanzoberseite ist braun und blassgelb quergebändert, die Unterseite ist gelblich, häufig zeigen die Steuerfedern schwarze Spitzen. Die Grundfarbe der Rumpfunterseite ist blassgelb, auf der Brust häufig mit einem goldbraunen Hauch. Auf diesem Grund zeigt die Brust eine kräftige dunkle Fleckung, die an den Flanken meist spärlicher wird. Die Unterschwanzdecken sind auf weißem Grund meist gefleckt oder quergebändert.
Stirn, Oberkopf und Nacken sind rot, auf der Stirn haben die roten Federn eine graue Basis. Hinter dem Auge befindet sich ein dunkelbrauner Streif und die hinteren Ohrdecken sind leicht bis mittelstark schwärzlich gestrichelt. Ein breiter roter Bartstreif mit vereinzelten schwarzen Federn zieht sich von der Schnabelbasis bis unter die Ohrdecken. Die Kopfseiten sind ansonsten weiß, Kehle und Kinn sind auf weißem Grund deutlich schwarz gefleckt.
Weibchen haben eine schwarze Stirn und einen ebenso gefärbten vorderen Oberkopf mit weißen Flecken; hinterer Oberkopf und Nacken sind wie beim Männchen rot. Der Bartstreif ist schwarz mit dichter weißer Fleckung.
Der Schnabel ist dunkelgrau, die basisnahe Hälfte des Unterschnabels ist ausgedehnt hell gelb gelbgrün. Die Beine und Zehen sind bläulich grau bis graugrün. Die Iris ist bei adulten Vögeln rot, im Jugendkleid dunkelbraun.

## Lautäußerungen
Die Rufe ähneln jenen des Bennettspechts.

## Systematik
Die innerartliche Variabilität ist gering und es werden keine Unterarten anerkannt. Der Artstatus des Reichenowspechts ist nicht unumstritten und er wird von BirdLife International seit 1993 nur noch als Unterart des Bennettspechts (C. bennettii) geführt. Insgesamt wird dem Taxon heute jedoch meist Artstatus zugebilligt. Nach Winkler et al. bildet er eine Superspezies mit dem Pünktchenspecht (C. punctuligera), dem Bennettspecht und dem Nubierspecht (C. nubica).

## Verbreitung und Lebensraum
Das relativ kleine Verbreitungsgebiet der Art umfasst einen Teil Ostafrikas vom Osten und Süden Tansanias nach Süden bis in das mittlere Mosambik, im Westen bis in die Umgebung von Nsanje im äußersten Süden von Malawi.
Die Art bewohnt offene oder halboffene baumbestandene Habitate wie offenes Waldland, Savanne und Dornbuschsavanne.

## Lebensweise
Reichenowspechte sind wenig lautfreudig, selbst das Hacken wirkt sehr zurückhaltend. Die Nahrung besteht vorwiegend aus Ameisen und deren Larven.
In Malawi brüten Reichenowspechte im Oktober und November. Die Höhlen werden in toten Bäumen oder Palmen angelegt. Das Gelege besteht aus 3 Eiern, weitere Angaben zur Brutbiologie liegen bisher nicht vor.

## Bestand und Gefährdung
Der Reichenowspecht wird von BirdLife International seit 1993 nur noch als Unterart des Bennettspechts geführt und daher keiner Gefährdungskategorie zugeordnet. Im Jahr 1988, der letzten Listung mit der Anerkennung als Art, wurde er von BirdLife International als ungefährdet („least concern“) eingestuft.